# 克拉維約

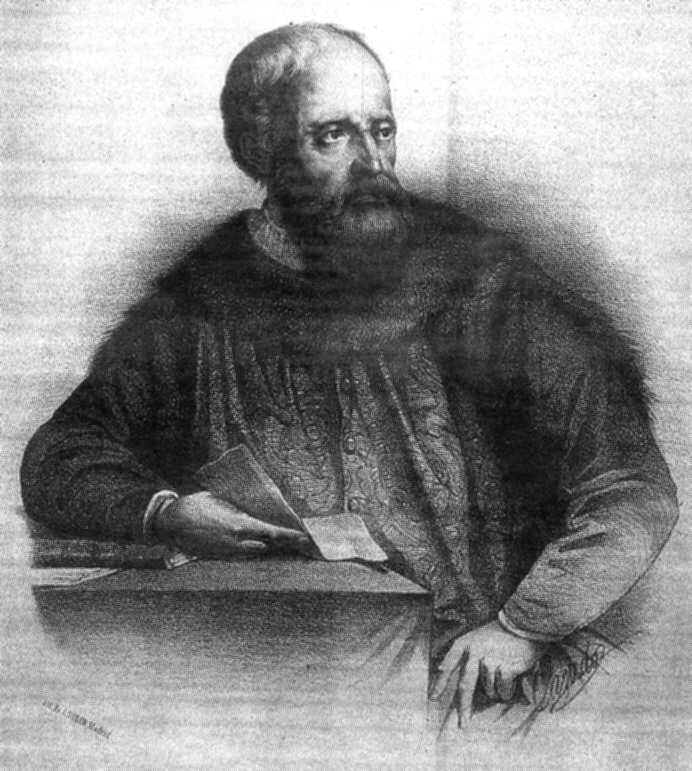
羅·哥澤來滋·克拉維約

羅·哥澤來滋·克拉維約（Ruy González de Clavijo，—1412年4月2日），西班牙卡斯蒂利亞王國的宮廷大臣、使節、旅行家及作家。曾於15世紀初出使帖木兒帝國，並到撒馬爾罕向帖木兒朝覲。

## 出使帖木兒帝國
克拉維約之出使，與當時的國際形勢有著密切關係。在14世紀末、15世紀初，土耳其奧斯曼帝國擴張迅速，正威脅著拜占庭帝國及信奉天主教的歐洲國家，卡斯蒂利亞王國亦不例外。不過，到公元1402年，奧斯曼帝國的蘇丹「閃電」巴耶塞特一世在安哥拉之戰中，慘敗於帖木兒，並淪為俘虜。對卡斯蒂利亞而言，帖木兒的崛起，可說是解除土耳其威脅的轉機。另外，在此之前，公元1402年，卡斯蒂利亞國王亨利三世已曾派使赴帖木兒帝國，並頗獲優待。於是，亨利三世便決定再派遣以克拉維約為首的使節團，出使帖木兒帝國。
1403年5月，克拉維約出發，先後經過伊斯坦堡、黑海南岸，跨越現今的土耳其、亞美尼亞、阿塞拜疆、伊朗、土庫曼、烏茲別克等國，到1404年9月，才抵達撒馬爾罕覲見帖木兒。克拉維約使團受到帖木兒的隆重款待，屢次獲邀參加盛宴，參加各種慶典。克拉維約又飽覽撒馬爾罕的宮殿、花園及各項建築。但因帖木兒突然病重，汗國內部亦出現權力鬥爭，克拉維約使團便只好倉猝離去。

## 撰寫遊記
克拉維約回卡斯蒂利亞後，寫成《克拉維約東使記》（據學者楊兆鈞所說，若依原名直譯，應為《帖木兒時代之自卡提斯至撒馬爾罕游記》）。將他在旅程中的見聞，記述下來。
《克拉維約東使記》一書的漢譯版本，由楊兆鈞據土耳其學者奧瑪·理查（Omer Riza）的土耳其文譯本譯出。